# Walzbeton

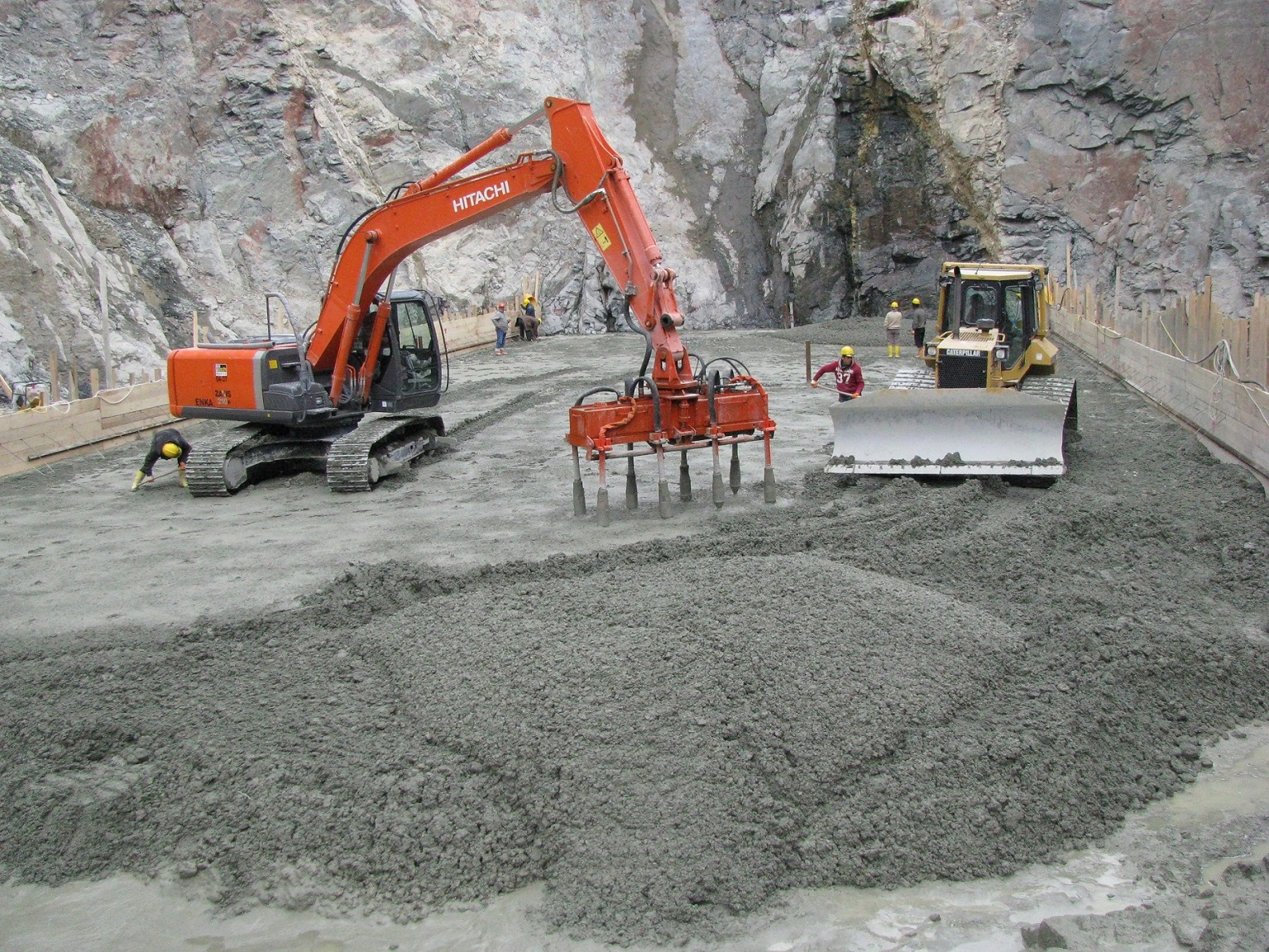
Bau einer Staumauer aus Walzbeton in der Türkei

Walzbeton (auch englisch Roller Compacted Concrete, kurz RCC) ist ein erdfeuchter Beton, der mit Flach- oder Fahrbaggern eingebaut und mit Hilfe von Walzen verdichtet wird. Er findet Verwendung bei der Herstellung von Verkehrsflächen im Straßenbau, beim Bau von Walzbetonstaumauern im Wasserbau und als Rohfußboden bei Industrie- oder Hallenböden. Die Entwicklung begann in den 1980er Jahren in den Vereinigten Staaten. Walzbeton wurde erstmals 1986 in Deutschland angewendet.
Walzbeton hat einen niedrigeren Zementgehalt als konventioneller Beton (80–150 kg/m³). Entsprechend unterscheidet man zwischen low cementitious RCC mit einem Zementanteil von 99 kg/m³ oder weniger und high cementitious RCC mit einem Zementanteil von bis zu 150 kg/m³. Um die Hydratationswärme nach dem Abbinden möglichst gering zu halten, werden dem Walzbeton Puzzolane beigemengt.
Im Straßenbau wird zwischen Walzbetontragschichten und Walzbetontragdeckschichten unterschieden:
- Walzbetontragschichten werden mit einer Asphaltschicht überbaut,
- Walzbetontragdeckschichten werden nicht überbaut (Deckschicht (auch Decke oder Fahrbahndecke) = oberer Teil des Straßenoberbaus)

Der Walzbeton wird mit einem Straßenfertiger oder mit einer lasergesteuerten Planierschaufel, die an einem Radlader angebracht ist, in Lagen von etwa 18–20 cm (je nach Lastanforderung bis zu 25 cm) Dicke eingebaut, vorverdichtet und danach mit einer Walze mit glatter Bandage oder mit einer Gummiradwalze verdichtet. Im Talsperrenbau sind Schichtdicken von etwa 30 cm üblich.
In den Vereinigten Staaten handelt es sich um eine weit verbreitete Bauweise. In Deutschland konnte sich diese Bauweise im Straßenbau nicht durchsetzen, da die Qualität der Betondecke nur geringen Ansprüchen genügt.
Aufgrund der zum Teil groben Oberflächenqualität ist es erforderlich, den Walzbeton für den Einsatz als Industrieboden mit einer zusätzlichen Deckschicht zu versehen. Dies kann beispielsweise mit einer Schicht aus etwa 2 cm kunststoffmodifiziertem Industrieestrich geschehen. Dieser kann alternativ mit Epoxidharz beschichtet, aber auch geschliffen und später eingepflegt werden. 